# Долар Малайї та Британського Борнео
Долар Малайї та Британського Борнео (також відомий в Малайї як рінгіт) — грошова одиниця Малайї, Сінгапуру, Саравака, Британського Північного Борнео та Брунею з 1953 по 1967 роки.
У 1951 році королівська колонія Сінгапур, Малайська Федерація, королівська колонія Британський Північний Борнео, королівська колонія Саравак і держава Бруней уклали серію угод, згідно з якими з 1 січня 1952 року запроваджувався єдиний емісійний орган — Рада уповноважених із грошового обороту в Малайї та Британському Борнео. Рада стала випускати долар Малайї та Британського Борнео. Ця грошова одиниця продовжувала використовуватися в Малайській Федерації після здобуття нею незалежності в 1957 році, і в Малайзії після її створення в 1963 році, а також у Сінгапурі після його відокремлення в 1965 році. Із 12 червня 1967 року Малайзія, Сінгапур і Бруней стали використовувати власні грошові одиниці, однак долар Малайї та Британського Борнео залишався в обігу до 16 січня 1969 року.
Рада уповноважених із грошового обороту в Малайї та Британському Борнео була офіційно розпущена 30 листопада 1979 року.